# John Dollond

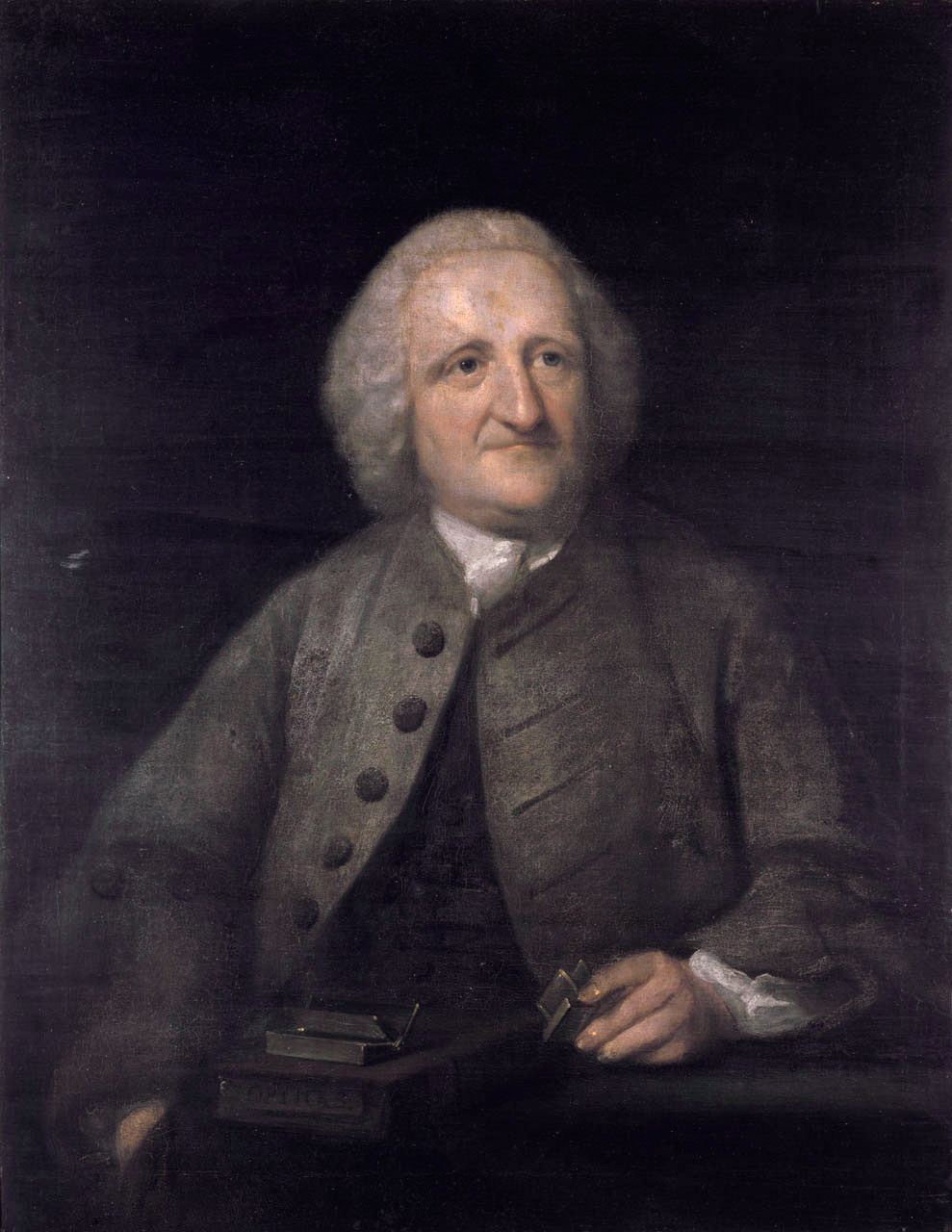
John Dollond

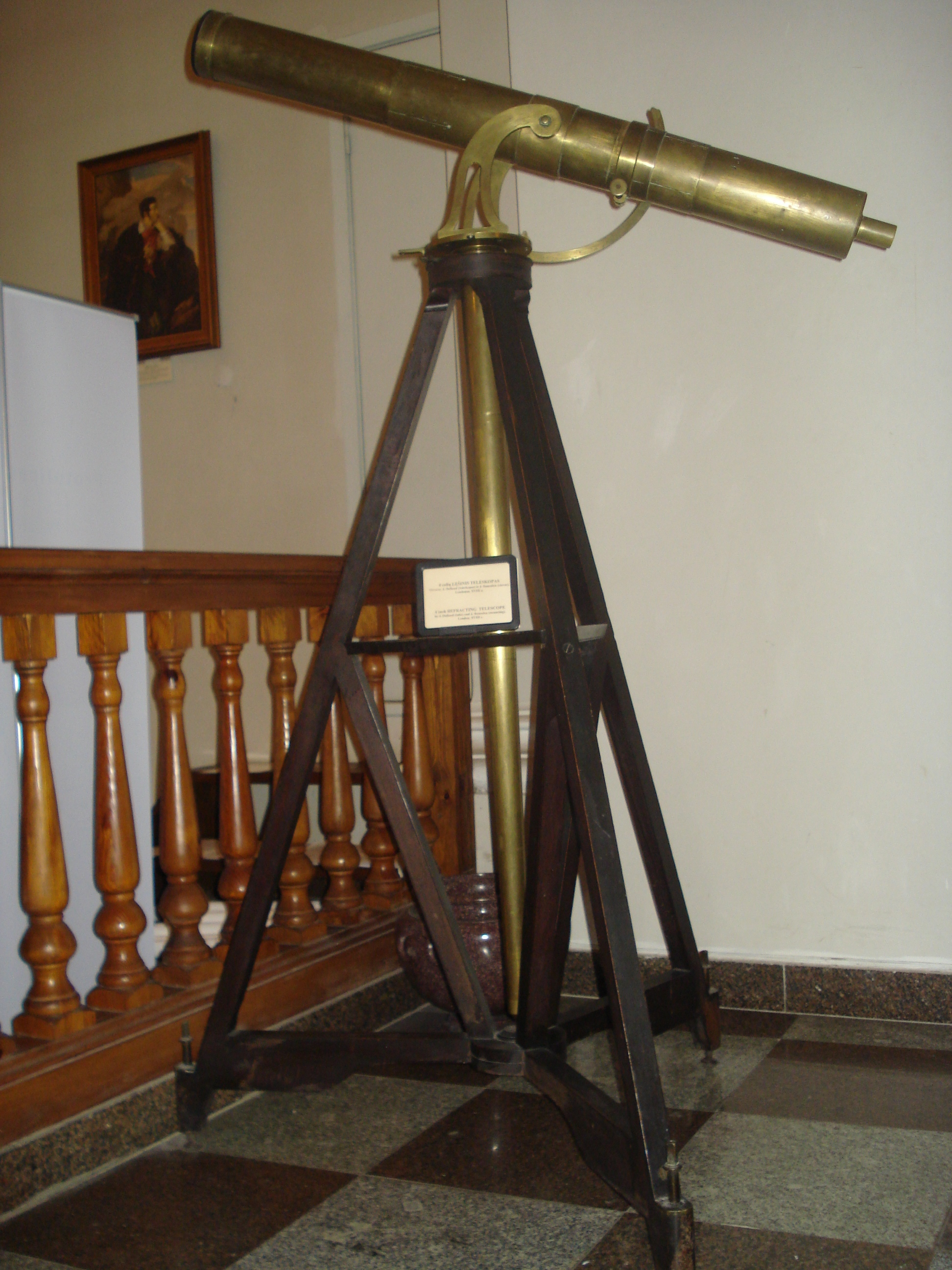
Een telescoop van de hand van Dollond. Deze bevindt zich in de universiteitsbibliotheek van Vilnius

John Dollond (10 juni of 21 juni 1706 - 30 november 1761) was een Britse opticien. Hij is bekend als succesvolle lenzenmaker en vanwege het octrooi dat hem werd verleend voor de achromatische lens.

## Biografie
Dollond werd in 1706 in het Londense stadsdeel Spitalfields geboren als zoon van een zijdewever, die als Frans-protestantse vluchteling naar Engeland was gekomen. In eerste instantie nam Dollond het weversvak over van zijn vader, maar nam ook kennis van onder meer Latijn, Grieks, wiskunde en natuurkunde. In 1752 stopte Dollond met weven en sloot hij zich aan bij zijn zoon Peter, die zich in 1750 had gevestigd als opticien.
In 1758 publiceerde Dollond een artikel in de Philosophical Transactions, het tijdschrift van de Royal Society, de Britse academie van wetenschappen. Dit artikel ging over lichtbreking en beschreef onder meer de experimenten die leidden tot hetgeen Dollond beroemd gemaakt heeft: een achromatische lens. Door kroonglas met flintglas in één lens te combineren, kon Dollond compenseren voor chromatische aberratie, het verschijnsel dat niet alle kleuren licht door een lens op dezelfde manier worden gebroken. Voor deze vinding werd hem in hetzelfde jaar de Copley Medal verleend, de wetenschapsprijs van de Royal Society.

## Octrooi
Hoewel hem het octrooi op de achromaat werd verleend, mag Dollond niet als de uitvinder ervan worden beschouwd. Dat was de Engelse advocaat en amateuropticus Chester Moore Hall (zie: Geschiedenis van de achromaat). Mogelijk omdat hij wist dat anderen hem waren voorgegaan, dwong Dollond de aan het octrooi verbonden rechten niet af. Na zijn dood trachtte diens zoon Peter dat echter wel te doen, waarbij hij op juridische weerstand stuitte van veel bekende lenzenmakers, zoals George Bass, Jesse Ramsden en Robert Rew. In de rechtszaal werd Peter Dollond in zijn octrooirechten bevestigd.